# Hara
Hara (原村?) è un villaggio giapponese della prefettura di Nagano.